# ناحیه باتلر، میشیگان
ناحیه باتلر (به انگلیسی: Butler Township) یک منطقهٔ مسکونی در ایالات متحده آمریکا است که در شهرستان برنچ، میشیگان واقع شده‌است.
 ناحیه باتلر ۹۲٫۶ کیلومتر مربع مساحت و ۱٬۴۶۷ نفر جمعیت دارد و ۳۰۸ متر بالاتر از سطح دریا واقع شده‌است.